# FREESPOT

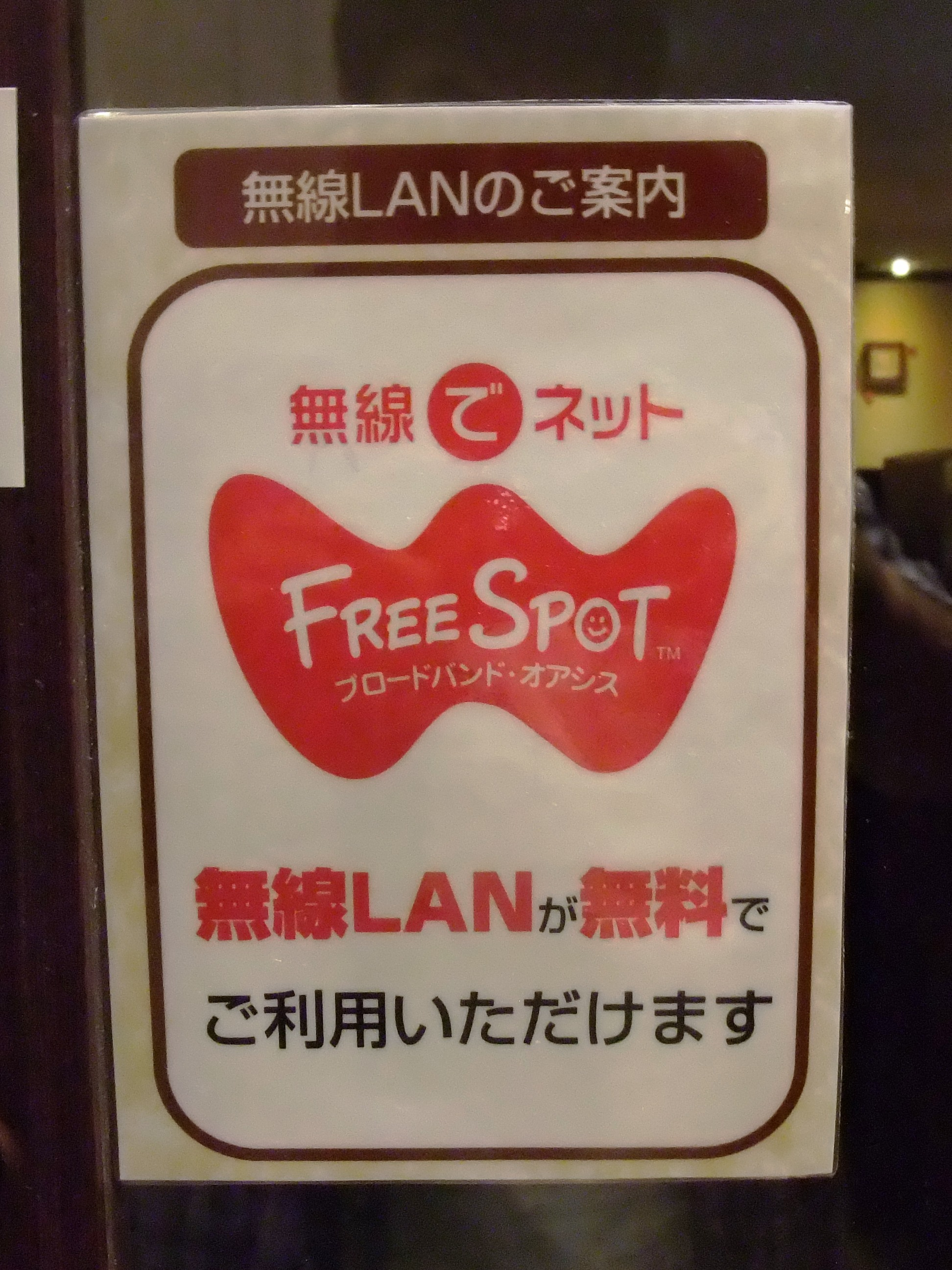
FREESPOTが利用できるところの表示

狭義の意味においてFREESPOT（フリースポット）とは、FREESPOT協議会により定義された、無線LANアクセスポイントを設置した公共空間（駅や公共機関、宿泊施設、カフェなど）、およびそれを使った公衆無線LANの一種である。
アクセスポイント毎に設置者はそれぞれ異なり、電気通信事業者ではないことがほとんどのため、厳密にはインターネットサービスプロバイダではない。

## 概要
無線LANとして、事実上の標準であるIEEE 802.11bを使ったサービスであるが、最近はIEEE 802.11g、11nを使用したものが普及している。
料金などの利用条件は設置者に任されているが、ほとんどの場合は無料である（ただしホテル・飲食店など、施設自体の利用料金がかかる場合がある）。
また、他の一般的な公衆無線インターネットサービスと異なり、暗号化やアクセス制限は行っておらず、契約も不要で、ESS IDの設定のみで利用できる（初回アクセス時にメール認証を行う必要がある（事前登録も可能）。認証の有効期限は最大6ヶ月。最終利用日から6ヶ月経過すると、自動的に登録が無効になる）。そのため、他の多くのワイヤレスインターネット接続サービスが有料なのに対し、月額料金などを契約するほどインターネットを利用しない、あるいは旅行先で一時的に利用するだけのユーザー、Webブラウザによるユーザ認証に対応できないゲーム機などでも利用しやすいサービスとなっている。
また、セキュリティ面においては、アクセスポイントに接続された無線クライアントPC間の通信を禁止するPS（Privacy Separator）機能が搭載されている。

## 協議会
機器メーカーである株式会社バッファローが提唱したため、FREESPOT協議会の主幹事会社も同社である。しかし、同社の機器を使用しなければいけないというわけではなく、無料でアクセスできる「アクセスポイント」を開設するだけで、誰でも FREESPOT に登録することができる。
また、この協議会は開始当初普及を促進するために、「アクセスポイント用の機器」を公共機関、自治体を通じ無料配布を行った。これにより、図書館、観光案内所、駅などのフリースポットを整備する自治体も少なくない。
ただし、機器の設置希望者が「ホテルや旅館などの宿泊施設」に集中しがちである。

## 事例
- 日本の多くの空港に設置されている。成田・羽田・関空など20空港以上。
- 中日本エクシス株式会社管轄の主要サービスエリアのほとんどにFREESPOTが導入されている。
- KDDIおよび沖縄セルラー電話の提供するauの無線LAN対応au携帯電話（例・biblio（TSY01）、AQUOS SHOT SH006、AQUOS SHOT SH008等）専用サービスの「Wi-Fi WIN」においては、自宅外での接続環境としてFREESPOTを推奨している（2014年6月に終了している）。
- ニンテンドーWi-Fiコネクションでは自宅外での接続環境としてFREESPOTを紹介していた。
- 東京臨海高速鉄道りんかい線では、大崎駅以外の各駅にFREESPOTを設置していた。